# Thomas Cook Group
Thomas Cook Group plc foi um grupo de viagens britânico. Foi formado em 19 de junho de 2007 através da fusão da Thomas Cook AG (sucessora da Thomas Cook & Son) e do MyTravel Group. O grupo operava em dois segmentos distintos: uma operadora de turismo e uma empresa aérea. 
Thomas Cook foi listado tanto na Bolsa de Londres como na Bolsa de Frankfurt. A empresa interrompeu suas atividades em 23 de setembro de 2019 após ser declarada insolvente financeiramente, o que deixou 600 000 turistas encalhados.